# Milada asiatica
Milada asiatica là một loài ruồi trong họ Tachinidae.